# Shaw University

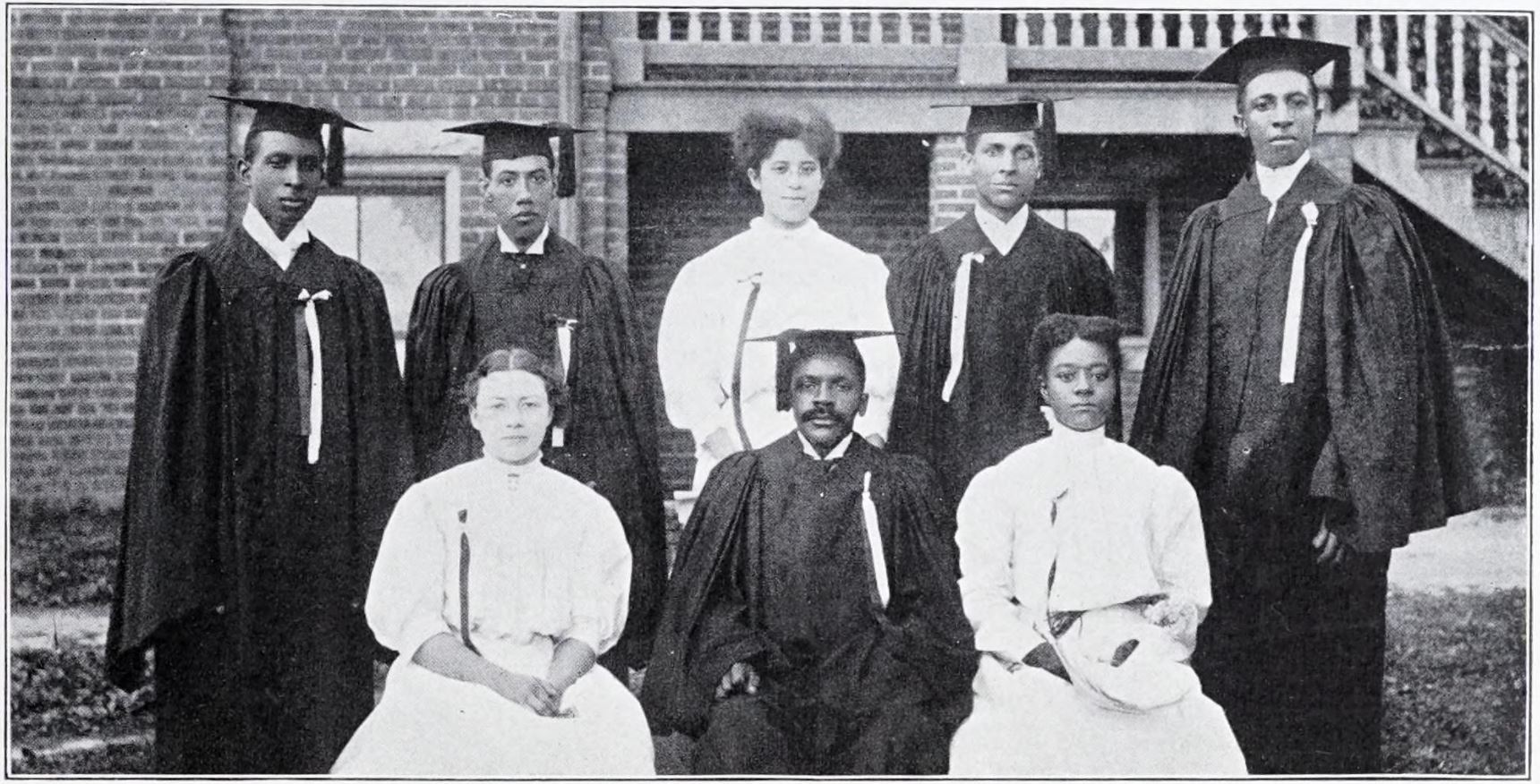
Abschlussjahrgang 1907

Negro colleges 1898

Die Shaw University ist eine private US-amerikanische Universität in Raleigh, (North Carolina). Sie gehört zur Baptistenkirche und damit zu American Baptist Churches USA. Sie ist eins der Historically black colleges and universities (HBCU) und war die erste in den Südstaaten, die Afroamerikanern ein Hochschulstudium ermöglichte. 
Die Universität wurde 1865 durch die baptistische Home Mission Society und den Pastor Henry Martin Tupper gegründet, um Prediger und Theologen auszubilden. Der heutige Name ehrt den baptistischen Geistlichen Elijah Shaw. Schnell erweiterte sie ihr Studienangebot. Die Hochschule hatte 2018/19 1411 Studenten. Als erste Universität in den USA bot sie einen vierjährigen Studienkurs in Medizin an sowie eine Pharmazieschule. Sie gründete eine Juraschule für befreite Sklaven (freedmen) in den Vereinigten Staaten und nahm als erste afroamerikanische Frauen auf.
Bekannte Absolventinnen sind:
- Gladys Knight (* 1944), B.A. 1966, Lead-Sängerin von Gladys Knight & the Pips
- Ella Baker (1903–1986), 1927, Mitgründerin von Student Nonviolent Coordinating Committee (SNCC) und Bürgerrechtsaktivistin[3]
- Angie Brooks (1928–2007), B.S. 1949, Liberia, zweite weibliche Präsidentin der UN-Generalversammlung[4]

## Einzelbelege
1. ↑  https://www.shawuniversity.edu/About_Shaw/Historical_Perspective/?section=about-shaw
2. ↑  Shaw University: The First Historically Black University in the South. Abgerufen am 8. Dezember 2022.
3. ↑  Ella Baker Center for Human Rights: Who Was Ella Baker? In: ellabakercenter.org. Abgerufen am 7. Dezember 2022 (englisch).
4. ↑  Liberia's first female attorney – Angie Brooks | Shaw University. In: www.shawu.edu. Abgerufen am 8. Dezember 2022 (englisch).